# Finlands antimilitaristiska förbund
Finlands antimilitaristiska förbund (finska: Suomen antimilitaristinen liitto) var en finländsk antimilitaristisk organisation som var verksam 1923–1941. 
Förbundets medlemmar vägrade, förutom värnplikt, även vapenfri tjänstgöring. Då förbundets ordförande Arndt Pekurinen erhöll en fängelsedom 1930 fördömdes detta av H.G. Wells, Albert Einstein, Henri Barbusse och tre medlemmar av brittiska underhuset. Detta påskyndade en ändring av lagstiftningen: 1931 infördes civiltjänst, som var åtta månader längre än den ordinarie militärtjänsten, medan den vapenfria tjänsten inom Finlands försvar var fem månader längre.
Under andra världskriget verkade ett 300-talet personer i vapenfri tjänst, en del i läger eller i skyddshäkte. Arndt Pekurinen fördes från fängelset till fronten, där han dödades. I början av fortsättningskriget vägrade några hundra soldater att inträda i krigstjänst och höll sig därefter gömda under hela kriget som så kallade skogsgardister. Det sovjetiska storanfallet försommaren 1944 ledde till tusentals deserteringar.